# Семир Туце
Семир Туце (Мостар, 11. фебруар 1964) је бивши југословенски фудбалер.

## Каријера
Рођен је 11. фебруара 1964. године у Мостару. Један од највећих играча у историји Вележа, са којим је освојио Куп маршала Тита (1986).
Године 1989. одлази у Луцерн и за кратко време постаје прва виолина клуба. Био је победник Купа Швајцарске (1992). Пред сам крај фудбалске каријере добио је врло тешко повреду кука и повукао се 1995. године.

## Репрезентација
Одиграо је седам утакмица за репрезентацију Југославије и постигао два гола. Дебитовао је 29. октобра 1986. против Турске (4:0). Био је у саставу југословенске репрезентације на Летњим олимпијским играма у Сеулу 1988. године.

### Голови за репрезентацију Југославије
| #  | Датум          | Место     | Противник | Резултат | Такмичење   |
| -- | -------------- | --------- | --------- | -------- | ----------- |
| 1. | 25. март 1987. | Бања Лука | Аустрија  | 4 : 0    | Пријатељска |
| 2. | 5. април 1989. | Атина     | Грчка     | 4 : 1    | Пријатељска |